# Божок Тетяна Андріївна
Тетяна Андріївна Божок (нар. 21 січня 1957 року, Москва, СРСР) — радянська і російська акторка кіно і дубляжу.

## Біографія
Народилася 21 січня 1957 року в Москві, СРСР.
Вперше знялася в кіно в 1973 році, ще навчаючись у середній школі.
Через 3 роки після ролі у фільмі «Кожен день лікаря Калинникової», в 1976 році, вступила на 2-й курс ВДІКу до майстерні Сергія Бондарчука та Ірини Скобцевої.
У 1977 році закінчила ВДІК. Знімалася не тільки в фільмах, але і в кіножурналі «Єралаш».
Після 1991 року перестала зніматися, зосередившись на турботі про хворих батьків. Згодом її основною професією став дубляж іноземних фільмів і мультфільмів. Найчастіше озвучувала дітей або жінок з високим голосом. Зараз дублює рідше через просідання голосу.
Одружена, має сина.

## Фільмографія
1. 1973 — Кожен день лікаря Калинникової — Танечка
2. 1975 — Вони воюввали за Батьківщину — медсестра
3. 1976 — 12 стільців — Ліза, дружина Миколи (3-я серія)
4. 1977 — Фронт за лінією фронту — Маша
5. 1978 — У день свята — Ганна Павлівна, подруга Сергія
6. 1978—1993 — Єралаш — різні персонажки (15-й, 66-й, 75-й, 92-го і 97-й випуски)
7. 1979 — В одне прекрасне дитинство — дівчина в червоній косинці
8. 1979 — День весілля доведеться уточнити — Світлана
9. 1979 — На тайгових вітрах — Глаша
10. 1979 — Дорослий син — Кіра
11. 1979 — Сьогодні і завтра — Варвара Трохимівна
12. 1979 — Мій перший друг... — вчителька географії
13. 1979 — Тут, на моїй землі — лаборантка
14. 1980 — Там, за сімома горами — Альона
15. 1981 — Дами запрошують кавалерів — Марина
16. 1981 — Все навпаки — студентка, одна з кандидатів у навчанні
17. 1981 — Золоті рибки — продавчиня Зіночка
18. 1982 — Про тебе — Аля
19. 1982—1990 — Фитиль — різні персонажки (сюжети «Негабаритна подяка», «Невловимий месник» і «Проста історія»)
20. 1983 — Тривожна неділя — Лена Чагіна
21. 1983 — Самотнім надається гуртожиток — Маша
22. 1983 — Брама до небес — Віра
23. 1983 — Пригоди Петрова і Васєчкіна, звичайні й неймовірні — вчителька географії
24. 1984 — Дуже важлива персона — секретарка Світла
25. 1984 — Громадяни всесвіту — Ніна Григорівна
26. 1984 — Гостя з майбутнього — Інна Кирилівна, мама Колі Герасимова
27. 1984 — Зіткнення — Влада
28. 1985 — Обережно — Василько! — Ольга Іванівна, класна керівниця
29. 1989 — З життя Федора Кузькіна — секретарка суду
30. 1989 — Грань — Катерина Іванівна
31. 1991 — Болотяна street, або Засіб проти сексу — Фаїна

## Озвучування кінофільмів
1. 1972 — Скромна чарівність буржуазії
2. 1979 — Зимова відпустка
3. 1979 — Весняна Олімпіада, або Начальник хору
4. 1980 — Бум
5. 1980 — Стежки в небо
6. 1981 — Діва
7. 1981 — Осине гніздо
8. 1982 — Повернення Мартіна Герра
9. 1984 — Таємниця старого горища
10. 1985 — Зв'язок через піцерію
11. 1985 — Кордебалет
12. 1986 — Залишки
13. 1986 — Калоші щастя
14. 1987 — Доброго ранку, В'єтнаме
15. 1987 — Шантажист (роль Ніни Гоміашвілі)
16. 1989 — Досягаючи неможливого
17. 1989 — Правда
18. 1989 — Транті-ванті
19. 1991 — Розстанемося — поки гарні
20. 1992 — Бетховен — Райс
21. 1993 — Бетховен 2 — Райс
22. 1998 — Обережно, двері зачиняються
23. 1999 — Подруги президента
24. 2001 — Дуже страшне кіно 2
25. 2002 — Шоу починається
26. 2003 — Фредді проти Джейсона
27. 2003 — Кудлатий спецназ

## Озвучування телесеріалів
1. 1990—2000 — Беверлі-Гіллз, 90210
2. 1991—1995 — Перші поцілунки
3. 1996 — В полоні пристрасті

## Озвучування мультфільмів
1. 1981—1982 — Дитяча година суперсили з Шазамом
2. 1985 — Великий нальот
3. 1985 — Блакитна стріла
4. 1989 — Сестрички-звички
5. 1990 — Суничний дощ
6. 1990 — Кишеньковий злодій
7. 1991 — Як мишеня летючим став — Мишеня
8. 1991 — Соловей — соловей / дівчинка-служниця
9. 1991—1993 — Розумна собачка Соня
10. 1992—1995 — Бетмен. Batman: The Animated Series — Отруйний Плющ, Гарлі Квінн, Жінка-кішка, Бэтгерл, Рене Монтойя, Мрата Уейн, Леслі Томпкінс, Джанет ван Дорн, Саммер Глісон, Вероніка Вріланд, Затанна Затара, Червоний кіготь, Кендіс, Талія аль Гул, епізодичні персонажки. (Дубляж і Озвучення СТС)
11. 1993 — Пустотливі анімашки
12. 1996—1999 — Всі пси потрапляють до раю
13. 1996—1997 — Неймовірні пригоди Джонні Квеста
14. 1996—1998 — Каспер — добрий привид
15. 1997—1999 — Нові пригоди Бетмена — всі жіночі ролі — Бетгерл / Барбара Гордон, Вероніка Вріланд, Міранда Кейн, співачка Кессіді, дівчинка Енні, Кара Кент / Супергерл, Доктор Харлін Квинзел / Харлі Квінн, Селіна Кайл / Жінка-кішка, Доктор Памела Айсли / Отруйний Плющ, Марія Даль / Малятко Дол, Пейдж Монро / Календарна дівчинка, Еммілу Браун, Леслі Вілліс / Електра, Роксана Саттон / Роксі-Ракета, Сьюзен Магуайр. (Дубляж і Озвучення СТС)
16. 1998 — Мураха Антц — Ацтека (дубляж «Ей-Бі Відео» на замовлення ОРТ, 2002 р.)
17. 1998 — Принц Єгипту — Міріам (дубляж «Ей-Бі Відео» на замовлення ОРТ, 2001 р.)
18. 2000 — Втеча з курника — Мак (дубляж Першого каналу)
19. 2001—2006 — Ліга справедливості — половина жіночих ролей (2 сезон) — Діана (Чудо-жінка), Харлі Квінн (у двох серіях «Скажені Карти»), Гіганта, вбивця Мороз, Зоряний Сапфір
20. 2005 — Попелюшка (мультфільм 1950 року) — дубляж мультфільму студії Walt Disney, роль Анастасії.
21. 2005 — Аліса в Країні чудес (мультфільм 1951 року) — дубляж мультфільму студії Walt Disney, роль птиці на дереві.
22. 2007 — Попелюшка 3: Злі чари — Анастасія
23. 2009 — Пригоди бравого вояка Швейка
24. 2011 — Шоу Луні Тюнз — бабуся